# Камден-он-Голі (Західна Вірджинія)
Камден-он-Голі (англ. Camden-on-Gauley) — місто (англ. town) в США, в окрузі Вебстер штату Західна Вірджинія. Населення — 126 осіб (2020).

## Географія
Камден-он-Голі розташований за координатами 38°22′8″ пн. ш. 80°35′51″ зх. д. / 38.36889° пн. ш. 80.59750° зх. д. (38.368958, -80.597456).  За даними Бюро перепису населення США в 2010 році місто мало площу 0,86 км², з яких 0,84 км² — суходіл та 0,02 км² — водойми.

## Демографія
Згідно з переписом 2010 року, у місті мешкало 169 осіб у 70 домогосподарствах у складі 48 родин. Густота населення становила 196 осіб/км².  Було 87 помешкань (101/км²).
Расовий склад населення:
| - 100,0 % — білих |

До двох чи більше рас належало 0,0 %. Частка іспаномовних становила 0,0 % від усіх жителів.
За віковим діапазоном населення розподілялося таким чином: 20,1 % — особи молодші 18 років, 64,5 % — особи у віці 18—64 років, 15,4 % — особи у віці 65 років та старші. Медіана віку мешканця становила 39,5 року. На 100 осіб жіночої статі у місті припадало 101,2 чоловіків;  на 100 жінок у віці від 18 років та старших — 114,3 чоловіків також старших 18 років.
За межею бідності перебувало 35,7 % осіб, у тому числі 29,4 % дітей у віці до 18 років та 26,3 % осіб у віці 65 років та старших.
Цивільне працевлаштоване населення становило 65 осіб. Основні галузі зайнятості: освіта, охорона здоров'я та соціальна допомога — 30,8 %, будівництво — 16,9 %, публічна адміністрація — 13,8 %, сільське господарство, лісництво, риболовля — 13,8 %.